# Limba naxi
Limba naxi (pronunție: [nɑ˩ɕi˧]; cunoscută și ca: nakhi, nasi, lomi, moso sau mo-su; nume în limba chineză: 納西語) este o limbă sino-tibetană sau un grup de limbi vorbite de aproximativ 310.000 de oameni, majoritatea lor locuind în jurul sau în orașul chinez Lijiang din provincia Provincia Autonomă Yulong Naxi (numele orașului în chineza tradițională : 麗江 Lì jiāng; numele provinciei în chineza tradițională: 玉龍納西族自治縣 Yùlóng Nàxīzú Zìzhìxiàn) din provincia Yunnan.
1. ↑  Language